# Darian Stevens
Darian Stevens (ur. 29 października 1996 w Missoula) – amerykańska narciarka dowolna, specjalizująca się w slopestyle'u.
W Pucharze Świata zadebiutowała 4 marca 2012 roku w Mammoth Mountain, zajmując szóste miejsce w slopestyle'u. Tym samym już w debiucie zdobyła pierwsze pucharowe punkty. Na podium zawodów tego cyklu pierwszy raz stanęła 21 grudnia 2013 roku w Copper Mountain, kończąc rywalizację w tej samej konkurencji na drugiej pozycji. W zawodach tych rozdzieliła Kanadyjkę Darę Howell i swą rodaczkę Grete Eliassen. W sezonie 2013/2014 zajęła dziewiąte miejsce w klasyfikacji slopestyle'u.
Na igrzyskach olimpijskich w Pjongczangu w 2018 roku zajęła 17. miejsce w slopestyle'u. Podczas rozgrywanych cztery lata później igrzysk w Pekinie uplasowała się na jedenaste pozycji w Big Air i osiemnastej slopestyle'u. Była też między innymi jedenasta w slopestyle'u na mistrzostwach świata w Sierra Nevada w 2017 roku.

## Osiągnięcia

### Igrzyska olimpijskie
| Miejsce | Dzień     | Rok  | Miejscowość | Konkurencja | Zwyciężczyni     |
| ------- | --------- | ---- | ----------- | ----------- | ---------------- |
| 17.     | 17 lutego | 2018 | Pjongczang  | Slopestyle  | Sarah Höfflin    |
| 11.     | 8 lutego  | 2022 | Pekin       | Big Air     | Eileen Gu        |
| 18.     | 15 lutego | 2022 | Pekin       | Slopestyle  | Mathilde Gremaud |

### Mistrzostwa świata
| Miejsce | Dzień    | Rok  | Miejscowość   | Konkurencja | Zwyciężczyni        |
| ------- | -------- | ---- | ------------- | ----------- | ------------------- |
| 11.     | 19 marca | 2017 | Sierra Nevada | Slopestyle  | Tess Ledeux         |
| 19.     | 13 marca | 2021 | Aspen         | Slopestyle  | Eileen Gu           |
| 20.     | 16 marca | 2021 | Aspen         | Big Air     | Anastasija Tatalina |

### Puchar Świata

#### Miejsca w klasyfikacji generalnej
- sezon 2011/2012: 87.
- sezon 2013/2014: 55.
- sezon 2016/2017: 90.
- sezon 2017/2018: 89.

Od sezonu 2020/2021 klasyfikacja generalna została zastąpiona przez klasyfikację Park & Pipe (OPP), łączącą slopestyle, halfpipe oraz big air.
- sezon 2020/2021: 22.
- sezon 2021/2022: 48.

#### Miejsca na podium w zawodach
1. Copper Mountain – 21 grudnia 2013 (Slopestyle) – 2. miejsce